# Norsjø
Norsjø est un  lac de Norvège avec une superficie de plus de 55 km2. Il se situe dans les municipalités de Skien, Nome et Midt-Telemark dans le comté de Vestfold og Telemark. Il se trouve à environ 15 mètres d'altitude.

## Description
Le lac fait partie du Skien watershed (en) (bassin versant de Skien) le troisième plus grand de Norvège. La plupart des rivières qui appartiennent à ce bassin versant se rassemblent à Norsjø et forme la partie centrale du canal du Telemark.
De Norsjø, la navigation en bateau se fait jusqu'au lac Heddalsvatnet et Notodden. Le tronçon Notodden-Skien était le dernier avec le flottage du bois en Norvège qui a cessé en 2005.